# Deltorfina
La Deltorfina, conosciuta anche come deltorfina A e dermencefalina, è un peptide oppioide naturale esogeno, con sequenza peptidica Tyr-D-Met-Phe-His-Leu-Met-Asp-NH2.
Come le altre deltorfine (deltorfina I e deltorfina II) e le dermomorfine, la deltorfina è endogena di alcune rane del genere Phyllomedusa, come la Phyllomedusa bicolor e la Phyllomedusa sauvagei, contenuta delle secrezioni epidermiche.